# یوری باتورین
یوری باتورین (به انگلیسی: Yuri Baturin) فضانورد اهل روسیه است که در ۱۲ ژوئن ۱۹۴۹ در مسکو زاده شد. وی در مأموریت میر ئی‌پی-۴، سایوز تی‌ام-۲۸، سایوز تی‌ام-۲۷، آی‌اس‌ای ئی‌پی-۱، سایوز تی‌ام-۳۲، سایوز تی‌ام-۳۱ حضور داشته‌است.